# Boca de Uchire
Boca de Uchire es una localidad costera en el extremo noroeste del estado Estado Anzoátegui, en Venezuela. Poseía una población según el censo de 2011 de 12.315 habitantes. Es la capital del municipio San Juan de Capistrano y la «Puerta de entrada» al oriente del país. Figura como un importante destino turístico local debido a sus balnearios sobre el Mar Caribe y su cercanía a la Laguna de Unare.
Muy visitada por los turistas internos, supone el punto limítrofe con el estado Miranda (justo al lado del sector Playa Pintada del municipio Pedro Gual). A pesar de no contar con una infraestructura vacacional idónea, en este pueblo existe una extensa zona de playas de mar abierto desde Boca de Uchire hasta el pueblo de El Hatillo, que son de fondo arenoso.

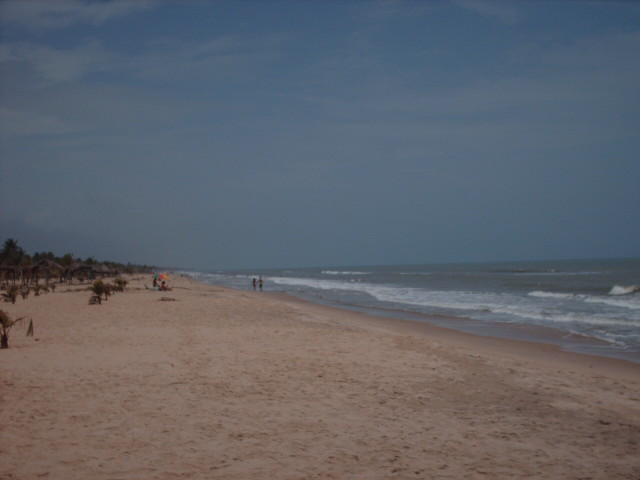
Playa Istmo Caribe.

Durante temporadas como las de Semana Santa y Carnaval, las costas suelen estar llenas de turistas y de locales. También, entre Boca de Uchire y El Hatillo, se encuentra la Laguna del Unare, con una superficie de 25 kilómetros, que es un reservorio de la avifauna de la región, donde pueden observarse flamencos, coro coras, cotúas negras y garzas blancas.

## Alcaldes electos
| Período     | Alcalde             | Partido Político | % de votos | Notas                                    |
| ----------- | ------------------- | ---------------- | ---------- | ---------------------------------------- |
| 1995 - 2000 | Abilio Guaicara     | AD               | -          | Primer alcalde bajo elecciones directas  |
| 2000 - 2004 | José Ángel Bellorin | MDD              | 29,92%     | Segundo alcalde bajo elecciones directas |
| 2004 - 2008 | José Ángel Bellorin | FUVE             | 27,92%     | Reelecto                                 |
| 2008 - 2013 | Asdrubal Méndez     | PSUV             | 36,14%     | tercer alcalde bajo elecciones directas  |
| 2013 - 2017 | Alexander Naser     | PSUV             | 67,07%     | cuarto alcalde bajo elecciones directas  |